# AGP Inline Memory Module
AGP Inline Memory Module (AIMM) také známý jako Graphics Performance Accelerator (GPA), je rozšiřující karta určená pro AGP slot základních desek PC založených na čipových sadách Intel 815 s integrovanou grafikou, jako je například základní deska ASUS CUSL-2 se slotem AGP Pro nebo základní deska Abit SH6 s univerzálním slotem AGP. Karty AIMM jsou speciální paměťové moduly používané jako vyhrazená video paměť (cache pro zobrazení) pro ukládání Z-vyrovnávací paměti a obvykle mají 4MB 32bitového SDRAM.
Svého času AIMM karty umožňovaly zvýšení výkonu grafického adaptéru (oproti adaptéru se sdílenou grafickou pamětí) při zachování nízké ceny v porovnání s plnohodnotnými AGP grafickými adaptéry.